# Saint-Galmier
Saint-Galmier ist eine französische Gemeinde mit 5848 Einwohnern (Stand 1. Januar 2022) im Département Loire in der Region Auvergne-Rhône-Alpes. Sie gehört zum Arrondissement Montbrison und zum Kanton Andrézieux-Bouthéon. Ihre Bewohner werden Baldomériens genannt.

## Lage
Die Gemeinde Saint-Galmier gehörte historisch zur Provinz Forez. Sie liegt am Südwestrand der Monts du Lyonnais, circa 20 Kilometer nördlich von Saint-Étienne am Ufer des Flusses Coise. Der Ort ist bekannt für sein Mineralwasser, das unter dem Namen Badoit von Danone vertrieben wird. Seit dem 18. Jahrhundert wird die Quelle wirtschaftlich genutzt. 1897 wurde sie von der Académie de médecine als Sache „von öffentlichem Interesse“ anerkannt. Das Wasser hat die Eigenschaft, dass es auf natürliche Weise Kohlensäure enthält. Außerdem gibt es hier seit 1899 eine Pferderennbahn (Trabrennen, Sandbahn), die 2005 Schauplatz der Crosslauf-Weltmeisterschaften war. Nordwestlich des Kernortes liegt der Flugplatz Aérodrome Saint-Galmier.

## Bevölkerungsentwicklung
| Jahr                       | 1962 | 1968 | 1975 | 1982 | 1990 | 1999 | 2011 | 2022 |
| Einwohner                  | 2608 | 2910 | 3109 | 2680 | 4272 | 5293 | 5580 | 5848 |
| Quellen: Cassini und INSEE |      |      |      |      |      |      |      |      |

## Sehenswürdigkeiten

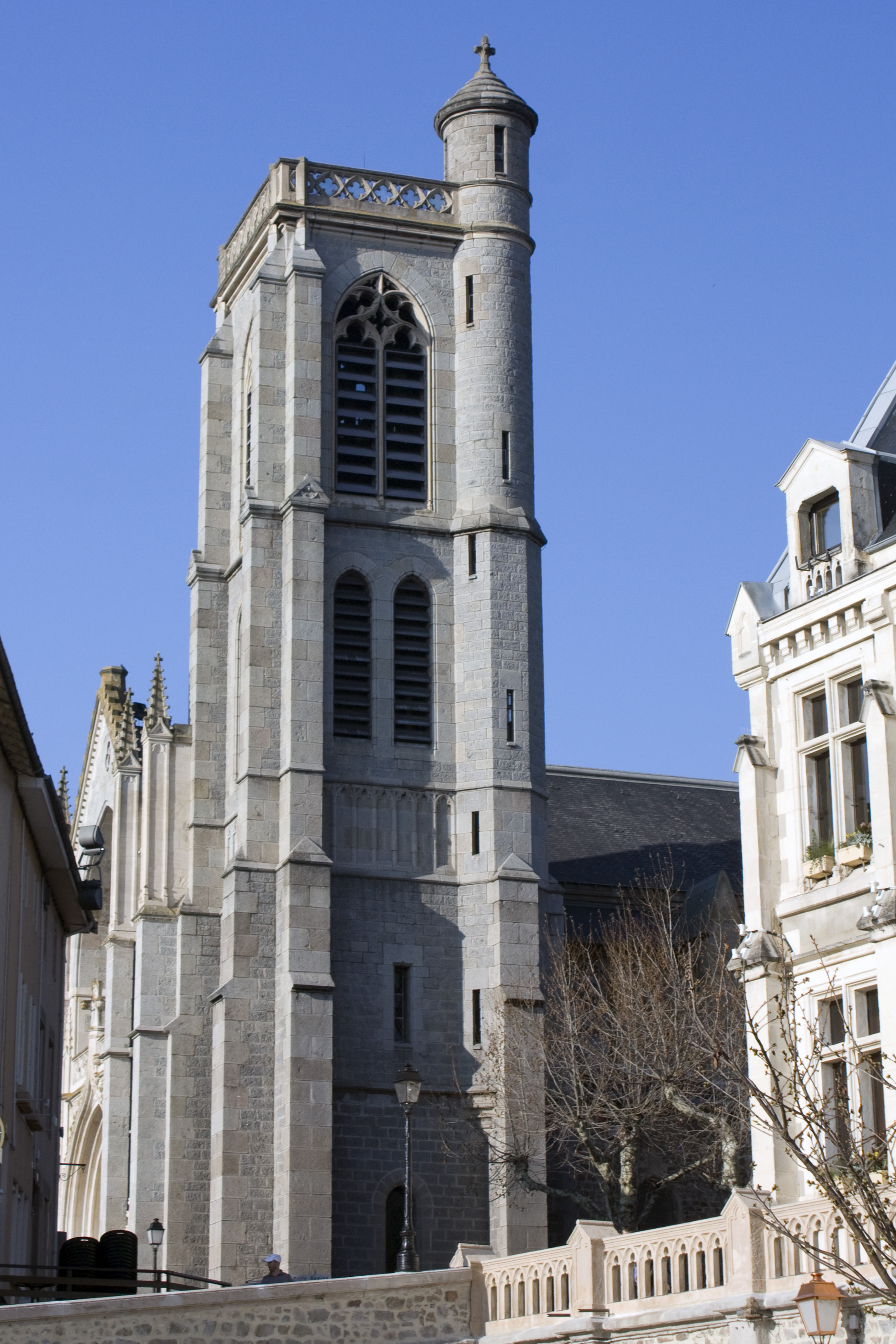
Kirche Saint-Galmier
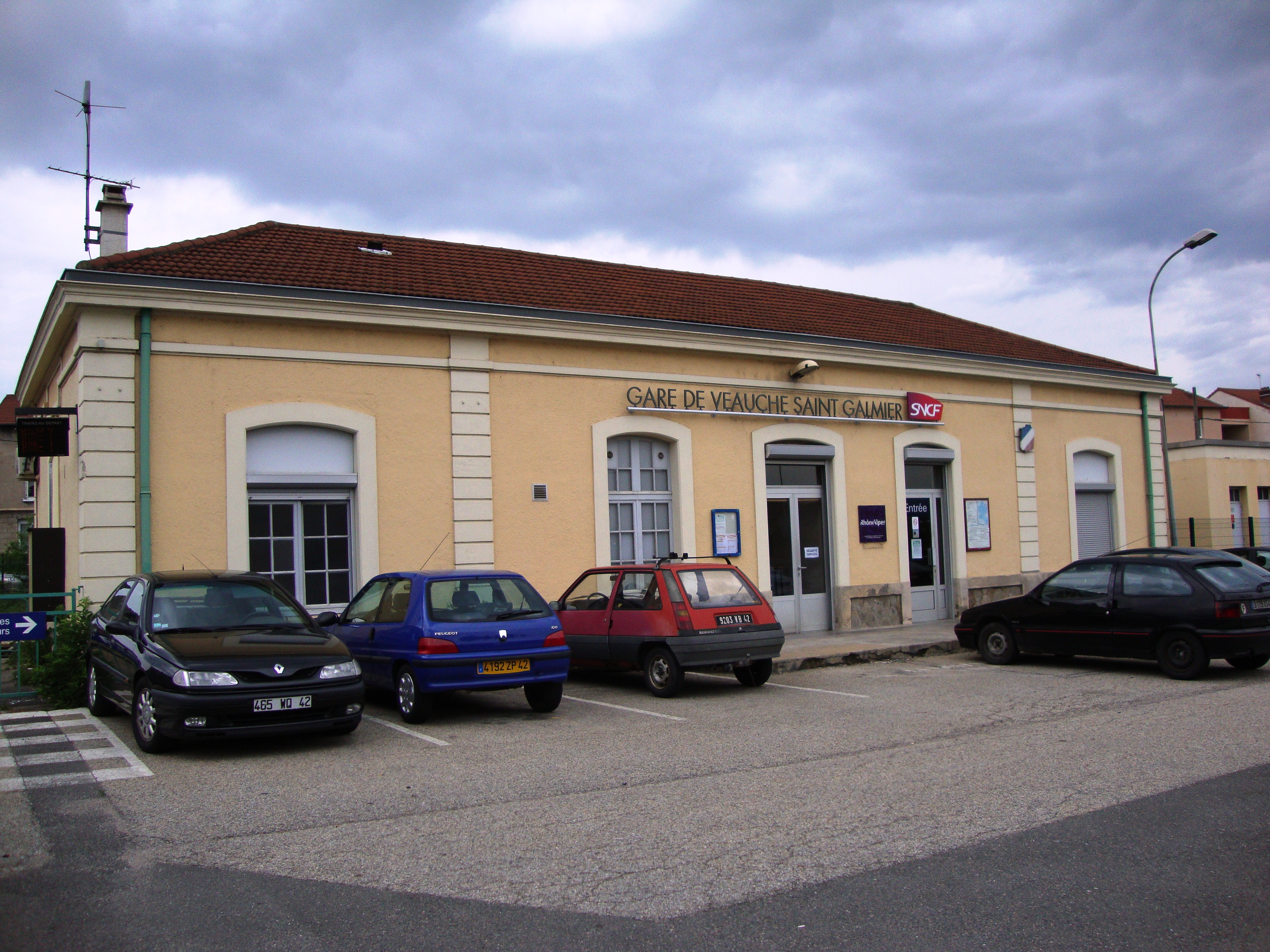
Bahnhof Veauche-Saint-Galmier
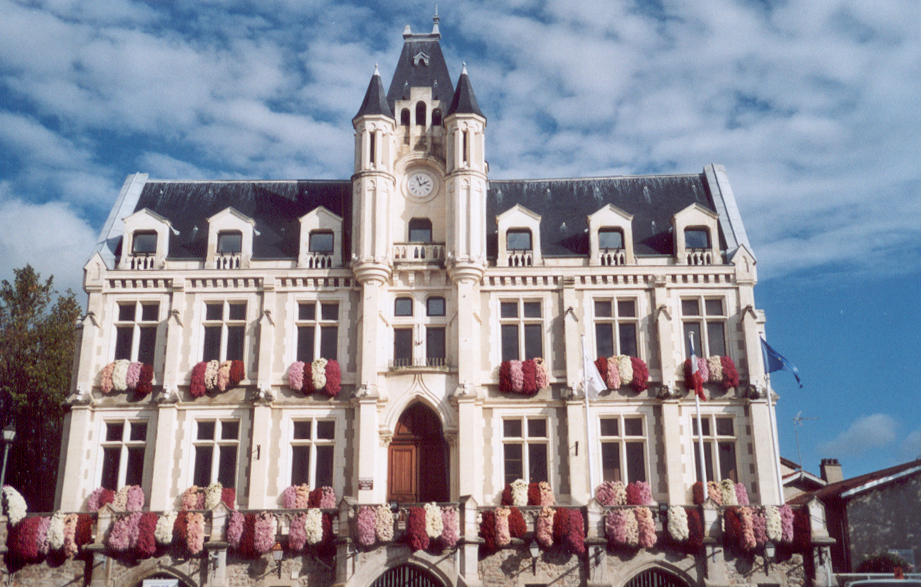
Mairie Saint-Galmier
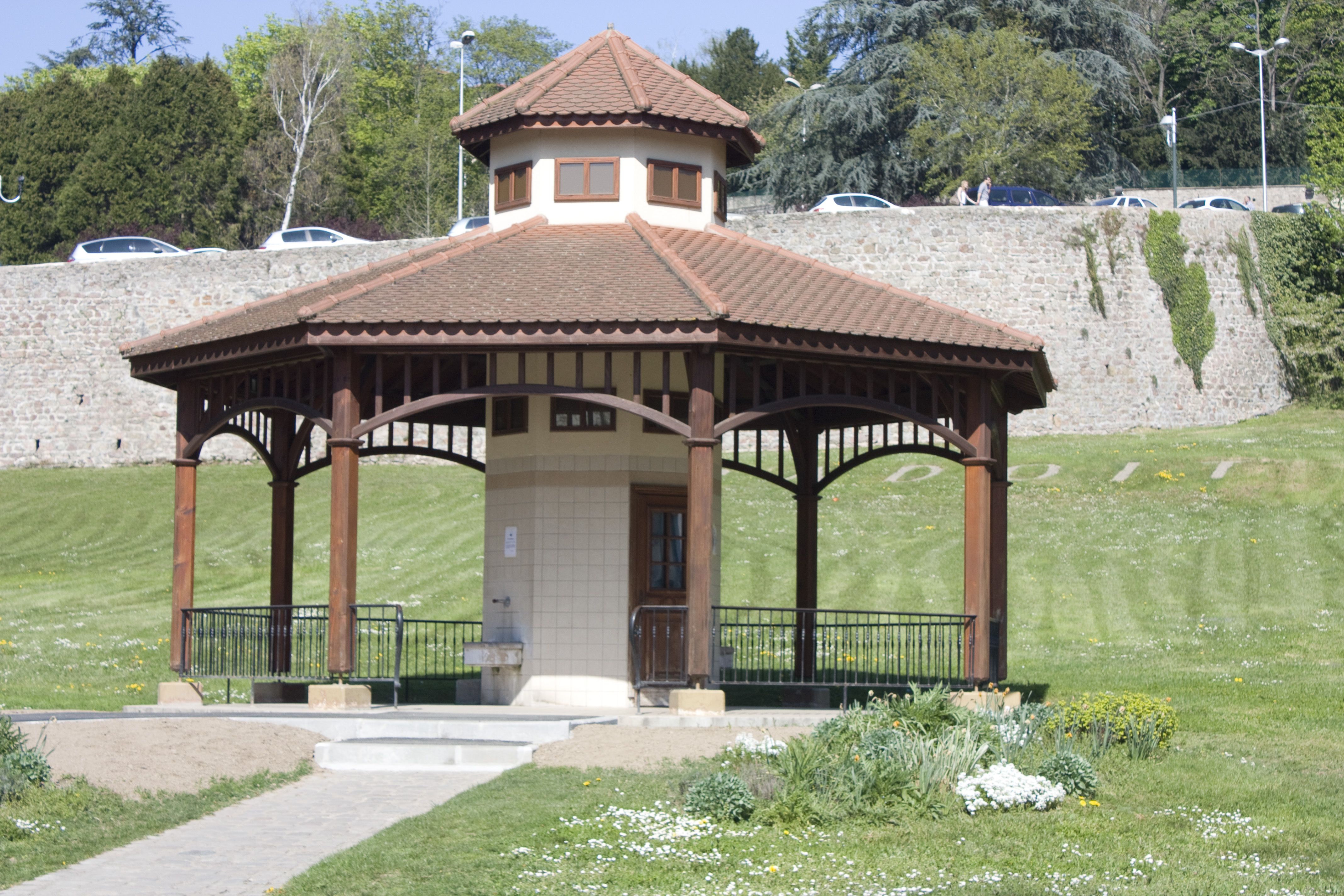
Pavillon der Mineralwasserquelle

- Mineralwasserquelle „Badoit“
- Pferderennbahn Joseph Desjoyaux
- Schloss La Teillière
- Schloss Le Vernay
- Schloss La Rey

- Kirche Saint-Galmier
- Bahnhof Veauche-Saint-Galmier
- Mairie Saint-Galmier
- Pavillon der Mineralwasserquelle

## Bahnanschluss
Auf dem Gemeindegebiet von Veauche befindet sich seit 1832 der Bahnhof Saint-Galmier-Veauche an der Bahnstrecke Roanne–Andrézieux, die dritte Bahnstrecke Frankreichs. Diese Strecke wurde später zwischen Balbigny und Le Coteau umtrassiert und in die Bahnstrecke Moret-Veneux-les-Sablons–Lyon-Perrache integriert. Heute wird er von Zügen des TER Auvergne-Rhône-Alpes der Verbindung Roanne–Saint-Étienne-Châteaucreux bedient.

## Persönlichkeiten
- Gilbert Bostsarron (1903–1944), Widerstandskämpfer